# Humberto Baquero Moreno
Humberto Carlos Baquero Moreno (Lisboa, 16 de outubro de 1934 — Porto, 5 de abril de 2015) foi um professor da Faculdade de Letras da Universidade do Porto que se destacou no campo da história de Portugal, deixando uma extensa e valiosa obra histórica, que ultrapassa as três centenas de títulos.
Durante a sua vida colecionou milhares de livros (mais de quatro mil exemplares), sobre os mais variados temas. Atualmente a sua biblioteca pessoal encontra-se disponível para consulta na Casa dos Livros - Centro de Estudos da Cultura em Portugal da Universidade do Porto (Rua do Campo Alegre 1055, 4150-181 Porto) e poderá ser consultada em qualquer dia útil, das 14h30 às 18h..